# Северен Брабант
Северен Брабант (на нидерландски: Noord Brabant Noord Brabant) е провинция разположена в най-южната част на Нидерландия. На изток провинцията граничи с Лимбург, на юг с Белгия, на запад със Зеландия, на югозапад с Южна Холандия, а на север с Гелдерланд и река Маас. Столица на провинцията е град 'с-Хертогенбос.
Северен Брабант е втората най-голяма нидерландска провинция с обща площ от 5086 km², от които 162 km² са водна площ. Населението на провинцията е 2 415 946 нареждайки се на трето място по този показател. Гъстотата е 475 души на km², което я прави петата най-гъсто населена провинция в Нидерландия.
В провинция Северен Брабант има 68 общини от които най-населените са Айндховен, Тилбург, Бреда и 'с-Хертогенбос, които де факто са и четирите най-големи градове.
Северен Брабант е част от историко-географската област Брабант, която включва и белгийските провинции Фламандски Брабант, Валонски Брабант, Антверпен и столичния регион Брюксел. Северен Брабант е дом на нидерландския диалект познат като брабантски, който също така се говори и в Антверпен и Фламандски Брабант.